# Karel Friml
Karel Friml (16. listopadu 1916 – 3. února 1993) byl český chemik v oblasti makromolekulární chemie, profesor VŠCHT a VŠE. Funkce:
- 1931–1949 pracovník Spolku pro chemickou a hutní výrobu
- 1952–1958 vedoucí oddělení Státní plánovací komise
- 1958–1962 náměstek ministra chemického průmyslu
- 1972–1984 ředitel Ústavu makromolekulární chemie ČSAV

Dlouholetý loajální člen KSČ, který nastupoval po Ottovi Wichterlem a který mu bránil v práci v makromolekulárním ústavu. Nositel vyznamenání Za vynikající práci (1966) a Řádu práce (1973).